# Burg Falkenbühl
Die Burg Falkenbühl ist eine abgegangene Niederungsburg auf einem flachen Gneishügel am Ausgang des Wittentals, 1000 Meter vom Schloss Weiler entfernt, bei der Gemeinde Stegen im Landkreis Breisgau-Hochschwarzwald in Baden-Württemberg.

## Geschichte
Die Burg, deren Ursprungszeit nicht bekannt ist, geht wohl auf einen Hof, den sogenannten Oberen Hof, zurück. Sie wurde erstmals 1405 als im Besitz der Herren von Falkenstein urkundlich erwähnt. Erst unter ihnen wurde der Name der Burg in Falkenbühl geändert; wer auf dem Oberen Hof vorher saß, ist nicht bekannt. Ab 1423 war dann Konrad Tegelin der Besitzer der Burg, 1451 wurde sie von ihm an die Herren von Blumeneck verkauft. 1517 wurde Falkenbühl von der Witwe des Hans Dietrich von Blumeneck an ihren Bruder David von Landeck weiterveräußert. Spätestens ab 1596 befand sie sich im Besitz der Herren von Sickingen, ihre Grundherrschaft ging 1808 dann an das Großherzogtum Baden über.

## Beschreibung
Vermutlich bestand die Anlage hauptsächlich aus einem Wohnturm auf einer Grundfläche von neun mal neun Metern, von dem um 1900 noch drei Meter hohe Reste erhalten waren. Im Jahr 1904 war von dem ehemals zur Burg gehörigen kleinen Weiler ebenfalls noch ein Haus erhalten. 1911 wurde die Burgruine endgültig abgerissen.